# Trzebuń (województwo zachodniopomorskie)
Trzebuń (do 1945 niem. Hirschradung) – uroczysko-dawna miejscowość w Polsce, w województwie zachodniopomorskim, w powiecie goleniowskim, w gminie Goleniów.
Polską nazwę Trzebuń ustalono urzędowo rozporządzeniem Ministrów Administracji Publicznej i Ziem Odzyskanych z dnia 1 czerwca 1948 roku.